# Al-Muqtafi
Abū 'Abd Allah al-Muqtafî li-Amr Allah Muhammad ibn Ahmad al-Mustazhir (in arabo أبو عبد الله المقتفي لأمر الله محمد بن أحمد المستظهر‎?; Baghdad, 9 aprile 1096 – Baghdad, 12 marzo 1160) è stato califfo abbaside dal 1136 al 1160 ed era figlio di al-Mustazhir.
Le lotte interne dei Selgiuchidi permisero ad al-Muqtafi non solo di mantenere la sua autorità su Baghdad, ma anche di estenderla su tutta la Mesopotamia.
Al-Muqtafi riuscì a difendere la capitale da vari attacchi, ma fece l'errore di sostenere la ribellione di Suleyman Shah, governatore di Hamadan e figlio del sultano selgiuchide Muhammad I, quando quest'ultimo sedò la ribellione del figlio marciò contro Baghdad e la sottopose ad un assedio di tre mesi prima di doversi ritirare a causa di problemi che si erano venuti a creare nei confini orientali del suo regno. Si riconciliò con i Selgiuchidi dopo che salì al trono Malik Shah III, sposando la figlia di Muhammad, Fatimah Khatun. 
Durante il suo califfato la seconda crociata infuriava furiosamente, e Zangi, il governatore di Mosul e fondatore della dinastia zengide, chiese un aiuto militare al califfo. Il sultano selgiuchide e il califfo abbaside spedirono un esercito di 20.000 uomini a Zangi.
Al-Muqtafi venne lodato dagli storici musulmani dell'epoca come un regnante virtuoso, capace e coraggioso.
Una carta di protezione accordata da al-Muqtafi nel 1139 al patriarca nestoriano Abdisho III è stata pubblicata nel 1926 dallo studioso caldeo Alphonse Mingana.
Morì il 12 marzo 1160 e gli succedette il figlio al-Mustanjid.